# مارک کنهام (بازیکن فوتبال)
مارک کنهام (انگلیسی: Marc Canham؛ زادهٔ ۱۱ سپتامبر ۱۹۸۲) بازیکن فوتبال اهل بریتانیا است.
از باشگاه‌هایی که در آن بازی کرده‌است می‌توان به باشگاه فوتبال هیز و یدینگ یونایتد، باشگاه فوتبال کولچستر یونایتد، باشگاه فوتبال بث سیتی، و باشگاه فوتبال ای‌اف‌سی بورنموث اشاره کرد.